# ウィスコンシン医科大学
ウィスコンシン医科大学（Medical College of Wisconsin）は、アメリカ合衆国ウィスコンシン州のミルウォーキーに本部を置く私立の医科大学である。

## 沿革
- 1893年、ウィスコンシン医科外科大学が設立される。
- 1894年、ミルウォーキー医科大学が設立される。
- 1906年、マルケット大学がミルウォーキー医科大学と合併。
- 1913年、マルケット大学はウィスコンシン医科外科大学を併合し、マルケット大学医学部とする。
- 1967年、マルケット大学は財政難のため医学部を分離し、1970 年にウィスコンシン医科大学に名称を変更する。